# 9818 Eurymachos
9818 Eurymachos (6591 P-L) là một thiên thể Troia của Sao Mộc.